# The Unseen (album)
The Unseen is een muziekalbum van de Amerikaanse multi-instrumentalist Kit Watkins. Het album bevat opnamen uit de periode 1996-1999, die nog niet eerder waren uitgebracht. Een aantal verscheen wel op het live-album The Gathering.

## Musici
- Kit Watkins – alle instrumenten waaronder synthesizers, dwarsfluit, sopraansaxofoon en percussie.

## Composities
1. Morning Mothra (5 :17)
2. Realm 1 (1 :51)
3. Logarhythm (8:03)
4. Keleidoscopes (11:31)
5. Veil of cool (6:25)
6. In the wake iof the unseen (7:45)
7. Windchimes (3:34)
8. Climbing circles (4:26)
9. Evening Mothra (5:08)